# 15579 Richardbeattie
15579 Richardbeattie este o planetă minoră (asteroid), cu un diametru de 6,309 km, din centura de asteroizi. A fost descoperită pe 5 aprilie 2000 la Experimental Test Site⁠(d) de Lincoln Near-Earth Asteroid Research. 
Obiectul prezintă o orbită caracterizată de o semiaxă mare de 2,6853699 UAi, o excentricitate de 0,04, o înclinație de 3,23329 ° în raport cu ecliptica.